# Frank Wynne
Pour les articles homonymes, voir Wynne.
Frank Wynne (1962 - ) est un traducteur et écrivain irlandais.
Il fait ses études à la Sligo Grammar School et à Trinity College (Dublin) avant de s'installer en France en 1984. Entre 1987 et 1994, il participe à la publication de comics britanniques. Il est ensuite rédacteur en chef de Deadline Magazine, puis directeur d'édition pour AOL UK.
Il a traduit des œuvres littéraires pendant de nombreuses années, notamment des romans de Michel Houellebecq : sa traduction des Particules élémentaires (Atomised) remporte le prix International IMPAC Dublin Literary Award. Il traduit les romanciers français Pierre Mérot et Frédéric Beigbeder ainsi que le romancier ivoirien Ahmadou Kourouma. Sa traduction du roman de Beigbeder Windows on the World est couronnée en 2005 par le prix Independent Foreign Fiction Prize.

## Traductions
- Atomised par Michel Houellebecq
- Platform par Michel Houellebecq (adapté au theatre par Carnal Acts)
- Lanzarote par Michel Houellebecq
- Windows on the World par Frédéric Beigbeder
- Love Lasts Three Years par Frédéric Beigbeder
- Holiday in a Coma par Frédéric Beigbeder
- Mammals par Pierre Mérot
- Waiting for the Wild Beasts to Vote par Ahmadou Kourouma
- Allah is Not Obliged par Ahmadou Kourouma
- In the Absence of Men par Philippe Besson
- His Brother par Philippe Besson
- The Parrot's Theorem par Denis Guedj
- The Little Book of Philosophy par André Comte-Sponville
- L'Hypothèse du désert (Somewhere in a Desert) par Dominique Sigaud
- Liveforever par Andrés Caicedo